# У Ён Гак
У Ён Гак (кор. 우용각; 29 ноября 1929 — 7 декабря 2012) — северокорейский коммандос, был освобождён из заключения в Южной Корее 25 февраля 1999 года.
Он отсидел 40 лет 7 месяцев и 13 дней в тюрьме как один из долгосрочных узников в Южной Корее. Также было сказано, что он «провёл 41 год в одиночной камере». Он вернулся в Северную Корею в сентябре 2000 года.

## Захват
У был взят в плен во время рейда северокорейских коммандос в водах восточного побережья Южной Кореи в 1958 году.

## Тюремное заключение
После осуждения за шпионаж в пользу Северной Кореи У был приговорён к пожизненному заключению. Южная Корея утверждала, что он руководил группой шпионов. На протяжении всего своего заключения он отказывался подписывать присягу о соблюдении Закона о национальной безопасности Южной Кореи, который запрещает демонстрацию или выражение любых просеверокорейских настроений.

### Заявление о пытках
В отчёте Amnesty International зафиксировано его заявление о пытках в подземном изоляторе после его ареста и вынужденного признания.

### Одиночное заключение
Южнокорейское законодательство предусматривает одиночное заключение для шпионов, даже если они не представляют физической угрозы. У содержался в одиночной камере в камере размером 12 на 12 футов (3,66 на 3,66 м) с момента его захвата на борту северокорейского катера. Условия его заключения разрешали 30 минут прогулок с другими заключёнными ежедневно. В 1998 году сообщалось, что у него «отсутствуют все зубы из-за многолетних пыток, плохого питания и неадекватного лечения». В 1999 году, перед освобождением, он, как сообщалось, страдал от мышечного паралича в результате инсульта.

## Освобождение и репатриация
У был одним из 17 заключённых, отбывающих длительный срок, освобождённых по широкой амнистии в ознаменование первого года пребывания президента Ким Дэ Чжуна у власти. В возрасте 70 лет он вышел из ворот тюрьмы Тэджон. Было предложено разрешить ему вернуться в Северную Корею, где у него были жена и сын, в обмен на южнокорейских военнопленных. Он вернулся в Северную Корею, хотя и не в обмен на заключённых южнокорейцев, в начале сентября 2000 года и был немедленно награждён Национальной премией воссоединения.